# Periboia (Gattin des Polybos)
Periboia (altgriechisch Περίβοια Períboia) ist in der griechischen Mythologie die Gattin des Königs Polybos von Sikyon oder Korinth und Pflegemutter des Ödipus, der ihr als Säugling entweder übergeben wird oder den sie ausgesetzt am Strand findet.
Nach der wohl älteren Sagentradition, die Hyginus Mythographus wiedergibt, ist sie Königin von Sikyon und findet den ausgesetzten Ödipus am Strand, als sie ihre Kleider waschen will. Sie nimmt ihn auf und übergibt ihn ihrem Gatten Polybos, bzw. schiebt ihn ihm als angeblich eigenes Kind unter. Das kinderlose Königspaar wird damit zu den Pflegeeltern des Ödipus. Viele Jahre später reist Periboia nach Theben und erklärt ihm, dass Polybos und sie nur seine Pflegeeltern waren. Die Version, dass Ödipus am Stand aufgefunden und Ziehsohn von Polybios in Sikyon wird, kennt auch ein Scholion zu den Phönikerinnen.
Der bekannteren, da auch von Sophokles verarbeiteten, Version nach lebten sie und ihr Gatte in Korinth. Ihr wurde der kleine Ödipus von Hirten übergeben, die diesen ausgesetzt am Kithairon gefunden hatten. Als der inzwischen herangewachsene Ödipus später von anderen jungen Männern als seinen Eltern untergeschoben verhöhnt wird, bittet er Periboia vergeblich, ihm Auskunft zu geben.
Auf einer Reliefschale aus Tanagra, die zu den sogenannten homerischen Bechern zählt, ist Periboia in zwei Szenen dargestellt: rechts hält sie am Strand den kleinen Ödipus auf dem Arm, nachdem sie ihn in einem Korb, der neben ihr liegt, entdeckt hat; ihr gegenüber steht Hermes. Die linke Szene zeigt den Knaben auf dem Schoß des Polybos, nachdem Periboia jenen ihrem Mann übergeben hat.